# Tom Florie
Tommy Florie (Harrison, 1897. szeptember 6. – North Providence, 1966. április 26.) egykori amerikai válogatott labdarúgó.
Az amerikai válogatott tagjaként részt vett az 1930-as és az 1934-es világbajnokságon.

## Sikerei, díjai
USA
- Világbajnoki bronzérmes (1): 1930

## Válogatott góljai
|   | Időpont           | Helyszín                                         | Ellenfél | Gólok | Eredmény | Kiírás                           |
| - | ----------------- | ------------------------------------------------ | -------- | ----- | -------- | -------------------------------- |
| 1 | 1926. november 6. | Brooklyn, Egyesült Államok                       | Kanada   | 2–0   | 6–2      | Barátságos mérkőzés              |
| 2 | 1930. július 13.  | Estadio Gran Parque Central, Montevideo, Uruguay | Belgium  | 2–0   | 3–0      | 1930-as labdarúgó-világbajnokság |